# MUME
Multi-User in Middle Earth (MUME), en français : Multi-Utilisateurs dans les Terres du Milieu, est un jeu en réseau qui propose aux participants d'incarner un personnage dans un monde inspiré par l'œuvre de l'écrivain britannique J. R. R. Tolkien,,.
MUME a été créé en 1991 et il est reconnu comme l'un des MUD les plus riches et les plus complets au point qu'il est parfois difficile d'accès pour les débutants. En plus de l'univers du jeu spécifique et un nombre d'actions très enrichi par rapport au DikuMUD I duquel il tire ses origines, MUME se caractérise par la nécessité pour les joueurs de coopérer entre eux et de se déplacer et d'explorer le monde proposé pour évoluer, la possibilité (sous conditions) de tuer d'autres joueurs et une évolution très riche des personnages au fil des niveaux.

Les développeurs du jeu se retrouvent dans les personnages qui l'habitent sous les noms de : Cryhavoc, Eru, Manwe et Nada.
La langue principale du jeu, bien qu'il ait été développé en Suisse, reste l'anglais.

## Histoire
Le jeu a été créé par Philippe Rochat (Eru) en automne 1991, avec la volonté de proposer un nouveau MUD basé sur une géographie riche et des règles forçant les joueurs à dépasser des
objectifs arithmétiques de base (points d'expérience, pièces d'or, etc.) pour se consacrer également à jouer le rôle de leur personnage. Parallèlement à la mise en place de toute série de fonctionnalités améliorant la jouabilité (alias, historique, etc.) on trouve très rapidement dans le jeu les spécificités suivantes : la trophy table, un système de langues (incompréhension d'une race à l'autre, système d'apprentissage), le temps de concentration pour les sorts. Après quelques mois de développement Eric Moreau (Aule) rejoint le projet pour soutenir la construction d'un univers basé sur l'œuvre de Tolkien.
L'ouverture de MUME au public coïncide en janvier 1992 avec la fermeture de SEJNET, alors un des MUD les plus fréquentés. La plupart des joueurs de SEJNET migreront sur MUME, dont RedCap, un joueur qui contribuera également à l'élaboration du style MUME.
L'équipe est rapidement rejointe par deux autres personnes du campus EPFL : Pier Donini (Manwe) et Claude Indermitte (Cryhavoc), ce dernier prenant en charge le développement d'un système d'édition en ligne de l'univers du jeu lui-même. Cet élément, inspiré de ce qui se trouvait sur SEJNET, donnera un essor gigantesque et durable à MUME en permettant à des dizaines de contributeurs de participer à la mise en place d'une cartographie riche et cohérente.
Un autre élément majeur concernant le développement de MUME sera apporté quelques mois plus tard par David Gay (Owl & Nada) avec Mudlle : un langage fonctionnel objet qui permet de programmer à l'intérieur du jeu lui-même.
Si MUME reste encore aujourd'hui un MUD majeur[réf. nécessaire] c'est grâce à la gestion faite par Pier Donini (Manwe). Ce dernier gère et développe le jeu depuis le milieu des années 1990 et le sauve in extremis en 1998 en le délocalisant en Norvège, puis en 2009 en le ramenant en Suisse à la HEIG-VD.

## Contexte
Le jeu se situe dans la géographie décrite dans les œuvres de J. R. R. Tolkien, à savoir les Terres du milieu. Dans l'échelle de temps propre aux Terres du milieu, l'action se situe au Troisième Âge, juste avant la Guerre de l'Anneau. Le jeu pousse très en avant le Role Play en se basant minutieusement sur les informations trouvées dans les livres de Tolkien. On y trouve ainsi la possibilité d'y incarner aussi bien des elfes que des trolls (9 races à disposition), une multitude d'objets (1 300), des mobiles (monstres, animaux, humanoïdes, etc. au nombre de 1 400). Aule a pris  soin dès le début de proposer une cartographie cohérente étendue à partir de la Comté. L'une de ses premières œuvres fût la vieille forêt avec le piège de l'arbre et l'arrivée de Tom Bombadil pour délivrer le joueur malheureux.
Parallèlement Eru propose des extensions de niveau avec les Metamorph où les joueurs sont obligés de se transformer en un animal de leur choix pour évoluer, les Istari où cette fois le joueur ne peut évoluer qu'en accompagnant des joueurs de bas niveau dans leur progression et le Tan Istar qui est le joueur Istar de plus haut niveau.

## Particularités
Tout le développement du jeu, et ce dès le début, a été fortement dirigé par la volonté de motiver les joueurs à s'investir dans leur personnage. Nous retrouvons pour cela les éléments suivants dans MUME :

### RolePlay

#### Trophy Table(tableau de chasse)
Le problème constaté est que certains joueurs sur d'autres MUD atteignent les niveaux les plus élevés en n'ayant jamais visité plus de quelques dizaines de pièces. Ces joueurs développent une stratégie de jeu arithmétique, solitaire et socialement très pauvre basée sur l'extermination systématique des mêmes monstres aux mêmes endroits. Pour pallier ce problème Eru met en place un tableau de chasse et des gains dégressifs. Alors qu'à sa première victoire le joueur est largement récompensé en points d'expérience, au fil des combats, le même mobile ne rapporte quasiment plus rien. MUME est le premier jeu en ligne à proposer cette fonctionnalité inspirée du jeu Rolemaster.

#### Temps de concentration
Très mal accueillie à son introduction, puisque ayant immédiatement décimé tous les magiciens de haut niveau qui avaient pris l'habitude de se promener seuls, cette mesure contribue très vite à renforcer le style de jeu en équipe. Les magiciens n'osant plus se balader seuls.
Les magiciens ne peuvent désormais plus lancer un sort avec effet immédiat. Ils doivent passer par des incantations, un temps de concentration à l'issue duquel le sort est effectivement lancé si le magicien n'a subi aucun dommage. Alors que jusque-là un magicien lançant des boules de feu pouvait s'attaquer à n'importe quel monstre quitte à prendre la fuite, il est désormais vulnérable à la moindre morsure de lapin.

#### Langues
Alors que le choix de la race n'avait que peu d'impact jusque-là, avec l'introduction des langues la question devient plus importante. En effet, les joueurs ont des connaissances linguistiques en relation avec leur race et ne comprennent que ce langage. Des joueurs ne parlant pas la même langue ne se comprennent pas, c'est-à-dire que les messages émis par l'un sont aléatoirement dégradés pour l'autre. Il y a néanmoins une fonction d'apprentissage et le simple fait de côtoyer un joueur parlant une autre langue permet d'acquérir cette dernière, ce qui se traduit par des messages de moins en moins dégradés à l'écran.

### Univers
L'univers était un point clé dès la création pour faire de MUME un MUD plus riche. Le but étant d'immerger les joueurs dans un univers qu'ils doivent s'approprier pour pouvoir évoluer.

#### Géographie vivante
Dans un premier temps cela passe par la construction d'un univers cohérent basé sur le monde de Tolkien (Aule), la dispersion des ressources (guildes pour l'apprentissage) nécessaires à la progression (Eru) et/ou des lieux de départs distincts en fonction des aspirations comme les voleurs à Tharbad.

#### Outils d'édition intégrés
Cette première ambition sera heureusement supportée par la mise en place de tout un système d'édition interne au jeu développé par CryHavoc.

#### Météo
Dans un souci de réalisme poussé à l'extrême, CryHavoc développe un système météorologique complet avec des perturbations climatiques se développant et se déplaçant dans le monde de MUME.

### Jouabilité
Les éléments suivants ont été très rapidement mis en place à la création du jeu :
- Alias
- Historique
- Messages particuliers (mail board)

## Détails techniques
MUME a été développé à partir du code d'un Dikumud I, mais il n'en reste plus grand chose aujourd'hui. Une bonne partie du code de base a été réécrit ou modifié, de plus le code a largement doublé de taille sans compter l'adjonction de Mudlle qui est un module séparé et disponible en open source.
On trouve sur le site de MUME les informations suivantes :
Le 4 janvier 2006, MUME :
- 151 152 lignes de code C/C++ ;
- 316 487 lignes de code mudlle (en) ;
- 2 690 comptes dont 1 290 ayant joué dans le mois, 845 dans la semaine, 586 dans la journée ;

- 22,331 open rooms in 217 zones
- 1,332 types of objects
- 1,400 types of mobiles